# Elland Road
Elland Road é um estádio de futebol localizado na cidade de Leeds, na Inglaterra, e que desde a fundação do Leeds United é o estádio utilizado pelo clube.

## História
Sua capacidade atual é de 37.792, mas o estádio já recebeu 57.892 torcedores em uma partida entre o Leeds e o Sunderland pela FA Cup em 15 de março de 1967.
Após as adequações de modernização e segurança do estádio ao Relatório Taylor, o recorde é de 40.287 pela Premiership contra o  Newcastle United em 22 de dezembro de 2001.
Foi um dos estádios usados na Eurocopa de 1996, e já recebeu vários concertos de bandas como U2, Kaiser Chiefs e Queen.
Tendo vendido seu estádio, onde continuou jogando, em 2004, o Leeds comprou-o de volta em 2017.